# Línea C-2 (Cercanías Valencia)
La línea C-2 de Cercanías Valencia recorre 84 km a lo largo de la provincia de Valencia (Comunidad Valenciana, España) entre Valencia-Norte y Mogente. Da servicio a los municipios de Valencia, Alfafar, Benetúser, Masanasa, Catarroja, Silla, Benifayó, Almusafes, Algemesí, Alcira, Carcagente, Puebla Larga, Manuel, Énova, Játiva, Alcudia de Crespins, Montesa, Vallada y Mogente.
Desde el 7 de abril y hasta diciembre de 2025, por obras de mejora en la línea convencional Guadalajara-Zaragoza, el servicio en el tramo Alcudia de Crespins-Mogente se encuentra suspendido. Se ha habilitado un plan alternativo de transportes en las estaciones afectadas.

## Recorrido
Partiendo de la estación del Norte de Valencia, la línea se dirige al sur en el haz común de líneas que salen de la misma hasta que se encamina por la línea Valencia-La Encina del Corredor Mediterráneo. La primera estación se encuentra en la línea que divide los términos municipales de Alfafar y Benetúser, municipios de la Huerta Sur, llevando el nombre compuesto de ambos. a continuación atraviesa Masanasa, con otra estación y posteriormente Catarroja y Silla con sendas estaciones.
Pasada esta última, se separa de la línea Silla-Gandía por donde se encamina la línea C-1 y continúa al sur. El primer municipio atravesado es Benifayó, con una estación que lleva también el nombre de la localidad vecina, Almusafes situada a 1 km.
El siguiente municipio atravesado por la línea con estación es Algemesí, donde la estación se encuentra casi en el centro urbano.
La línea continúa su recorrido por Alcira y Carcagente, con una estación en cada municipio situadas al oeste del casco urbano la primera y el extremo oeste del casco urbano la segunda. A continuación la línea pasa por Puebla Larga, donde tiene la siguiente estación en el extremo este del casco urbano.
Más adelante la línea se desvía por la variante de Manuel y Énova, abierta al tráfico en 2009, pasando por Énova, donde cuenta con la estación de Énova-Manuel compartida con la vecina localidad de Manuel. Tras abandonar la variante, llega a Játiva, donde tiene una estación con parada de trenes de Renfe Media Distancia y donde se separa de la línea ferroviaria la línea Játiva-Alcoy, sin tráfico de cercanías. 
Los siguientes municipios atravesados por la línea se encuentran en el antiguo trazado de la misma de vía única, ya que el tráfico de media distancia y largo recorrido se desvía por la variante entre Vallada y Játiva. El primero en que se encuentra una estación es Alcudia de Crespins, donde la estación está entre éste y la vecina localidad de Canals, si bien no lleva el nombre compuesto.
A continuación la línea se coloca junto a la A-35, con una estación junto a la salida 37 de la misma en el término municipal de Montesa y después otra junto a la salida 32 de dicha autovía en el término municipal de Vallada.
Por último, tras juntarse con la variante Vallada-Játiva, sigue unos km al sur en vía doble hasta que llega a Mogente, donde la línea de cercanías acaba su recorrido en la estación de Mogente, aunque la ferroviaria sigue hacia La Encina.

## Historia
La línea se abrió al tráfico ferroviario en 1862 por la concesión AVT (Almansa Valencia Tarragona). Entre finales de los 70 y principios de los 90, se creó una variante para los trenes de Largo Recorrido y Media Distancia. En 2009, por las obras del LAV Valencia-Alicante se cerró el tramo de 18 kilómetros comprendido entre Alcudia de Crespins y Mogente. Desde entonces es usado un servicio alternativo por carretera.
El 17 de mayo de 2019 se reabre el tramo, cesando el servicio alternativo por carretera.

### Gota fría de 2024
Desde el 30 de octubre hasta el 12 de noviembre de 2024, a consecuencia de las graves inundaciones acontecidas en la provincia de Valencia, el servicio en esta línea fue suspendido.
El tramo Carcagente-Mogente reabrió el 13 de noviembre de 2024, mientras que el tramo Alcira-Carcagente reabrió el 27 de noviembre.
El tramo Valencia-Norte-Catarroja reabrió el 10 de diciembre de 2024.
El resto de la línea continuó siendo rehabilitada, siendo reabierta y puesta en servicio en su totalidad el 16 de diciembre de 2024.

## Ampliaciones
Está prevista la construcción de un túnel pasante a través de la ciudad de Valencia que permita a la línea C-2, así como al resto, acceder a través del norte de la ciudad a la estación central que sustituirá a la actual terminal de Valencia-Norte con nuevas paradas como Aragón o Tarongers-Universidades.
Se ha iniciado la construcción de una nueva estación en Albal, que estará situada entre las estaciones de Catarroja y Silla.

## Servicios y frecuencias
La línea tiene tres tipos de trenes, puesto que tiene tres posibles cabeceras y terminales al sur, Játiva, Alcudia de Crespins o Mogente, lo que deja las siguientes frecuencias de paso:
- Valencia-Játiva: cada 15 min en hora punta o cada 20-30 min en hora valle.
- Játiva-Alcudia de Crespins: cada 30 min.
- Alcudia de Crespins-Mogente: cada hora o cada 2 h.

### CIVIS
Los trenes CIVIS que circulan por la línea C-2 en sentido radial con destino Játiva (3 trenes) o Alcudia de Crespins (1 tren), solo realizan paradas en Benifayó-Almusafes, Algemesí, Alcira, Carcagente y Játiva.
Los que circulan en sentido centrípeto procedentes de Mogente por la mañana efectúan parada en Vallada, Alcudia de Crespins, Játiva, Carcagente, Alcira, Algemesí y Benifayó-Almusafes.